# Simon B. Conover
Simon B. Conover (Middlesex megye, 1840. szeptember 23. – Port Townsend, 1908. április 19.) az Amerikai Egyesült Államok szenátora (Florida, 1873–1879).